# Partegas
Partegas es una entidad de población española del municipio de Sant Celoni, perteneciente a la provincia de Barcelona, en la comunidad autónoma de Cataluña.

## Historia
Hacia mediados del siglo XIX, el lugar era referido como un vecindario. Aparece descrito en el duodécimo volumen del Diccionario geográfico-estadístico-histórico de España y sus posesiones de Ultramar de Pascual Madoz con las siguientes palabras:

PARTEGAS: vecindario en la prov., aud. terr., c. g. de Barcelona, part. jud. de Arenis de Mar: sit. cerca de Campins, de Muscarolas y Gualva.
(Madoz, 1849, p. 702)

En la actualidad, pertenece al municipio de Sant Celoni. En 2023, la entidad singular de población tenía empadronados 271 habitantes.